# International Council of Nurses
De International Council of Nurses (ICN) is de internationale organisatie van verpleegkundigen en verzorgenden. De ICN is opgericht in 1899 met drie lidstaten: het Verenigd Koninkrijk, Duitsland en de Verenigde Staten. De organisatie was de eerste internationale groepering van professionelen uit de gezondheidszorg. De ICN maakt jaarlijks het thema van de Dag van de Verpleging (12 mei) bekend. De ICN is gevestigd in Genève in Zwitserland.
Bij de ICN zijn verpleegkundige beroepsorganisaties uit meer dan 100 landen aangesloten. De Nationale Federatie van Belgische Verpleegkundigen (NFBV) vertegenwoordigt de Belgische verpleegkundigen. De Nederlandse verpleegkundigen en verzorgenden worden vertegenwoordigd door V&VN en NU'91.